# Список земноводных, занесённых в Красную книгу Азербайджана
Список земноводных, занесённых в Красную книгу Азербайджана
| Название                    | Научное название                      | Статус                                                    | Распространение                                            | Места обитания                                              | Источники информации                      |
| --------------------------- | ------------------------------------- | --------------------------------------------------------- | ---------------------------------------------------------- | ----------------------------------------------------------- | ----------------------------------------- |
| Обыкновенный тритон         | Triturus vulgaris lanti (Wolt, 1914). | Редкий и сокращающийся в численности вид                  | Ленкоранский район                                         | Мелкие озера, старицы, пруды, канавы, речки и т. п          | Красная книга Азербайджанской ССР,1989 г. |
| Гребенчатый тритон          | Triturus cristatus                    |                                                           | Ленкоранский район Шемахинский район и Исмаиллинский район | Держится обычно в лесах, лесостепных и горностепных районах | Красная книга Азербайджанской ССР,1989 г. |
| Сирийская чесночница        | Pelobates syriacus                    | Редкий, сокращающийся в численности вид, эндемик Кавказа. | Нахичевань                                                 | Зона полупустынь, реже — в горных степях                    | Красная книга Азербайджанской ССР,1989 г. |
| Кавказская крестовка        | Pelodytes caucasicus                  | Сокращающийся в численности вид, эндемик Кавказа.         | северо-западные районы Азербайджана                        | Живет вблизи стоячих и проточных водоемов во влажных ямах   | Красная книга Азербайджанской ССР,1989 г. |
| Обыкновенная или серая жаба | B.b. verucossima (Pallas,1813)        | Редкий                                                    | Ленкоранский район                                         | Встречается на лесных опушках и полянах.                    | Красная книга Азербайджанской ССР,1989 г. |